# Buteogallus solitarius
El águila solitaria (Buteogallus solitarius) es una especie de ave accipitriforme de la familia Accipitridae. Es un ave rapaz neotropical de gran tamaño.

## Distribución y hábitat
Como su nombre lo indica, suele desplazarse en solitario (Ocasionalmente en parejas) volando en amplios círculos a alturas medias por grandes distancias, razón por lo que se supone que los territorios de esta especie pueden abarcar proporciones increíblemente grandes de territorio.
El águila solitaria es nativa de México, Centroamérica y Sudamérica.  Se encuentra en montañas y bosques montañosos. Algunos avistamientos hechos en tierras bajas, usualmente son confusiones con otras especies, sobre todo con el gavilán cangrejero negro. No hay reportes confirmados de avistamientos en tierras bajas.
Se considera que es poco abundante, cuyo comportamiento es prácticamente desconocido, al igual que su dieta, pero con una amplia distribución en América, que se extiende unos 8000 km lineales. 

## Características
Al igual que la mayoría de las águilas es de proporciones muy grandes, llegando a alcanzar los 70 cm,alcanzando una envergadura de 152 a 188 cm y con una cola desproporcionalmente corta. La hembra es de mayor tamaño llegando aproximadamente a los 76 cm. 
Cuando son jóvenes, su plumaje es color café, con marcas alrededor de los ojos.
El águila solitaria adulta es de color gris oscuro uniforme, algunas veces pareciendo ser negro, con manchas blancas en la cola, pico bastante curvo, negro en la parte superior y mitad de la inferior,cere, lores y patas amarillo intenso. 
Su apariencia es muy similar al gavilán cangrejero grande y al gavilán cangrejero negro, pero es mucho más grande y tiene alas significativamente más gruesas, que son una de las características más llamativas de su especie.

## Situación
'Lista Roja Venezuela' Archivado el 18 de julio de 2017 en Wayback Machine. Casi Amenazado
'Lista Roja internacional' Casi Amenazado
Buteogallus solitarius es dependiente de bosques naturales premontanos, que pueden tolerar la presencia humana, por lo que es capaz de sufrir presión de cacería (Renjifo et al. 2002, BirdLife International 2015).
El águila solitaria, abarca un rango de distribución bastante extenso que supera el mínimo requerido (Extensión de territorio de menos de 20.000 km²) para ser considerada como vulnerable. Sin embargo, esta especie tiene un tamaño poblacional relativamente pequeño, el cual se cree está en declive debido principalmente a pérdida de hábitat y cacería, razón por la cual se le otorga el estatus de Casi Amenazado. 
Su población global se proyecta entre 1000 y 2500 individuos maduros, tal vez incluso inferior a 1000 (Ferguson-Lees y Christie 2001 (enlace roto disponible en Internet Archive; véase el historial, la primera versión y la última).). Extrapolando estos datos, en Venezuela podríamos alcanzar a contar entre 300 y 500 individuos maduros. A escala global se le considera Casi Amenazado, aunque con probabilidad debería elevarse de categoría a Vulnerable. 
Se le considera En Peligro Crítico en Colombia (Renjifo et al. 2014).

## Amenaza
Al igual que la mayoría de las aves que expuestas en el Libro Rojo de la Fauna Venezolana, la destrucción de sus hábitats propicia a que las especies entren fácilmente a lista de animales amenazados Archivado el 18 de julio de 2017 en Wayback Machine.. 
La fragmentación del bosque y la cacería, se consideran como los principales factores de la disminución poblacional del águila solitaria, así como la extracción de árboles de gran tamaño que bien sabemos pueden servir como lugar de anidación.

## Conservación
Debido a los cambios tan bruscos que ha tenido el medio ambiente en todo el mundo siempre se recomienda realizar investigaciones que contribuyan a determinar su situación actual y su tolerancia a las modificaciones ambientales, así como obtener datos poblacionales.
Por otro lado, es conocida su presencia en varios parque nacionales de Venezuela lo que garantizaría las áreas suficientes para su conservación. 

## Subespecies
Se conocen dos subespecies de Buteogallus solitarius:
- Buteogallus solitarius sheffleri - muy localizada en bosques montanos desde el sur de México hasta Panamá.
- Buteogallus solitarius solitarius - muy localizada en bosques montanos desde Venezuela hasta el noroeste de Argentina.

## Relaciones
Estudios recientes has demostrado que el águila solitaria se relaciona cercanamente con los gavilanes negros. Por lo tanto, podrían pertenecer al mismo género.[cita requerida]